# Rambergsvallen
Il Rambergsvallen era uno stadio di calcio di Göteborg (Svezia) che si trovava nel quartiere cittadino di Rambergsstaden, sull'isola di Hisingen.
Lo stadio era stato inaugurato il 18 agosto 1935. La tribuna nord era stata costruita nel 1979, mentre la tribuna principale nel 1983. L'impianto poteva contenere 7.000 spettatori (5.000 nel 1956), ma il record di presenze è stato di 8.379 persone durante Häcken-IFK Göteborg 1-3, prima giornata dell'Allsvenskan 2000.

## Calcio
L'impianto era utilizzato principalmente dall'Häcken, che ha potuto giocare qui le proprie gare interne anche in Allsvenskan grazie ad una deroga della Federcalcio svedese, poiché altrimenti l'impianto non sarebbe stato conforme alle regole del campionato. Tuttavia è stato utilizzato anche da squadre minori dell'isola di Hisingen.

## Atletica leggera
Oltre al calcio, il Rambergsvallen era utilizzato anche per l'atletica leggera, in particolare dall'IF Kville, ma anche da scuole delle vicinanze in occasione di giornate dedicate allo sport.

## Dismissione e nuova arena
La penultima giornata dell'Allsvenskan 2013 (Häcken-Halmstad 1-3) ha rappresentato anche l'ultima partita giocata dall'Häcken al Rambergsvallen.
La Municipalità di Göteborg infatti ha deciso di costruire un nuovo impianto sulle ceneri del vecchio Rambergsvallen, con l'obiettivo di creare un nuovo impianto moderno e funzionale che accolga circa 6.500 spettatori, come anche richiesto dalla federcalcio svedese per giocare nel massimo campionato. L'impianto è stato chiamato Bravida Arena ed è completamente dedicato al calcio, portando così all'eliminazione della pista di atletica. La costruzione del nuovo stadio ha contribuito inoltre allo sviluppo urbano del centro di Lundby. Per il progetto sono stati stanziati circa 181 milioni di corone, e i lavori sono iniziati nel 2014.
La prima partita nel nuovo impianto si è disputata il 5 luglio 2015 (Häcken-Helsingborg 3-2).

## Note

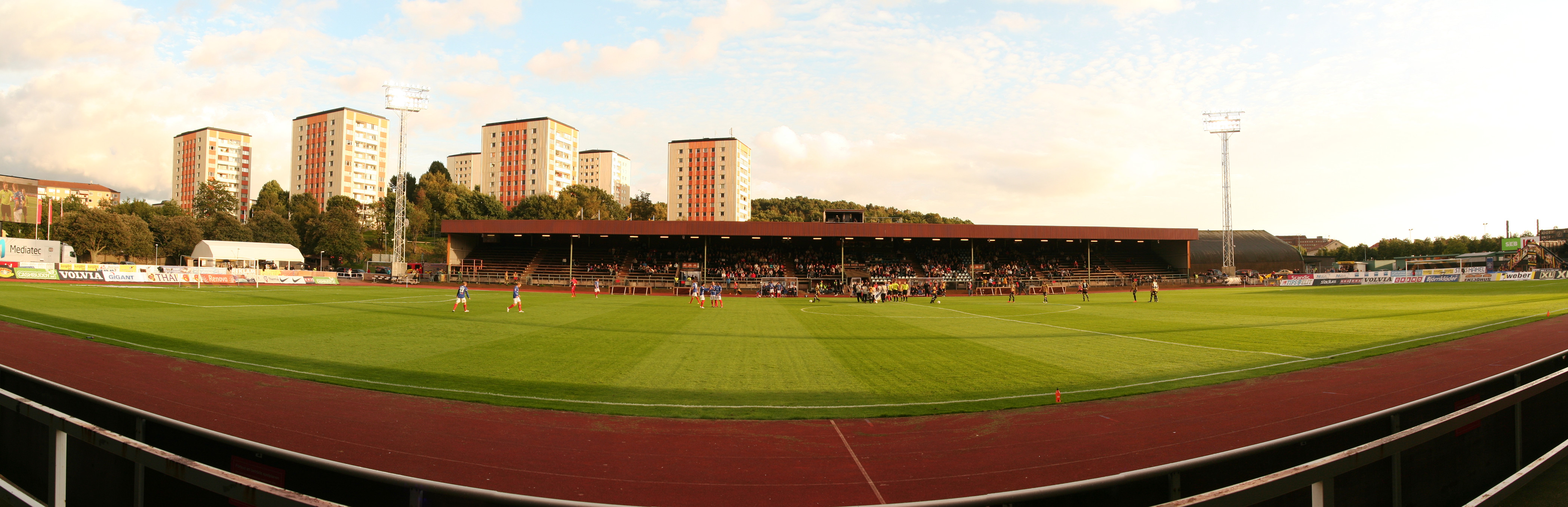
Vista panoramica dello stadio.